# Everlasting instant
Everlasting instant is een studioalbum van IZZ. Het werd opgenomen in de eigen geluidsstudio Underground Studio en uitgebracht op hun eigen platenlabel Doone Records. Het album was het slot van de trilogie beginnende met The darkened room en Crush of night.

## Musici
- Paul Bremner – gitaar
- Anmarie Byrnes – zang
- Brian Coralian – elektronisch en akoestisch drumstel
- Greg DiMiceli – akoestisch drumstel, percussie
- John Galgano – basgitaar, akoestische en elektrisch gitaar, zang, toetsinstrumenten
- Tom Galgano – toetsinstrumenten, elektrische gitaar, zang
- Laura Meade – zang

Met
- Caty Galgano – cello op Own the mystery
- Madeline Galgano – dwarsfluit op Own the mystery

## Muziek
Alles door IZZ

| Nr. | Titel                          | Duur |
| --- | ------------------------------ | ---- |
| 1.  | Own the mystery                | 6:22 |
| 2.  | Every minute                   | 1:43 |
| 3.  | Start again                    | 7:44 |
| 4.  | If it’s true                   | 3:19 |
| 5.  | The three seers                | 4:40 |
| 6.  | The everlasting instant        | 5:16 |
| 7.  | Keep away                      | 6:46 |
| 8.  | Can’t feel the Earth (part IV) | 5:35 |
| 9.  | Illuminata                     | 5:30 |
| 10. | Sincerest life                 | 6:59 |
| 11. | Like a straight line           | 5:21 |